# Mouline
Ein Mouline ist ein mehrfarbiges gezwirntes Garn. Es werden mindestens zwei Fäden mit unterschiedlichen Farben verzwirnt, wodurch ein mindestens zweifarbiger Farbeffekt entsteht.
Der Moulinezwirn ist sehr gleichmäßig und gut zu verarbeiten. Je nach eingesetzten Farben und Garnfeinheiten lassen sich verschiedene Farb- und Textureffekte erzielen. Ein Mouline kann  auch als Garnfärber aus einem Rohgarn hergestellt werden, das so genannte Überfärbe-Mouline (Differential Dyeing). Voraussetzung hierfür ist, dass die verzwirnten Fäden unterschiedlich anfärbbar sind. Das ist z. B. der Fall, wenn ein Faden des Moulines aus Baumwolle (CO) und der andere aus Polyacrylnitril (PAN)
besteht.